# RPG-7

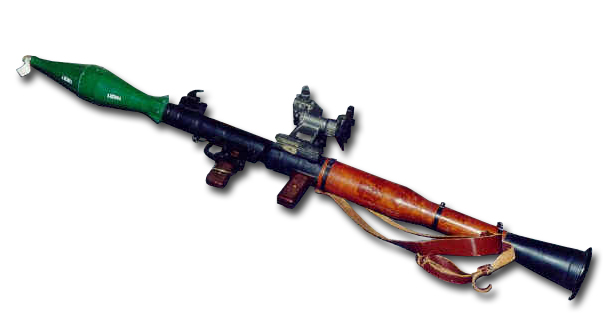
RPG-7

휴대용 대전차 유탄발사기(携帶用對戰車榴彈發射機, 러시아어: Ручной Противотанковый Гранатомёт, РПГ-7, 영어: RPG-7)는 소련이 1961년에 개발한 대전차 로켓 발사기다. 원래는 대전차 로켓이나, 일부는 상당히 위험하나 대공장비로도 사용한다. 독일의 판처파우스트-120(Panzerfaust-120)을 참고삼아 만든것으로 추정된다. RPG-7은 RPG-2의 후속 모델로 개발되었으며, 저렴한 가격과 구하기 쉬운 점 등으로 인해 가장 광범위하게 사용되는 개인 로켓 화기다. 또한 RPG-7은 소련 및 러시아, 구 동구권 및 여러 국가의 게릴라등이 사용하고 있으며, 중화인민공화국은 69식 화전통이라는 이름으로 개량하여 사용하고 있고, 조선민주주의인민공화국은 “7호 발사관”이라는 이름으로 운용 중이다.  RPG-7은 중동의 무장단체들이 사용한다 하여 '알라의요술봉 ', AK와 함께 '가난한 자들의 무기'라는 별명이 있다.
RPG-7은 발사기 및 탄두 분리형으로 재사용이 가능하다. 1명이 운용할 수도 있지만 원활하게 운용하기 위해 2명이 운용한다. 한 명은 사수이고, 한 명은 부사수인데, 부사수는 사수 엄호를 겸한다. 특수한 경우에는 엄호병 한 명이 더 붙는다. RPG-7의 발사관은 일종의 무반동포로 처음엔 발사기의 흑색화약으로 발사되지만, 약 10m쯤 날아가면 탄두 그 자체의 로켓이 점화하여 500m 정도까지 날아간다. 1993년 모가디슈 전투 당시 67억원짜리 UH-60 블랙 호크를 격추시키기도 하였다. 500발중에 1~2발이 명중했으나 한발에 만원에 가깝다는 것을 생각하면 발사관 가격까지 합치더라도 600만원으로 67억을 격추시켰다고 볼 수 있다).
다만 상당수의 게릴라의 경우 PG-7M HEAT탄을 사용하는 경우가 많아서 3세대 전차나 3.5세대 전차를 상대로는 무력할 가능성이 매우 높다.

## 사용 탄두
- PG-7 대인유탄

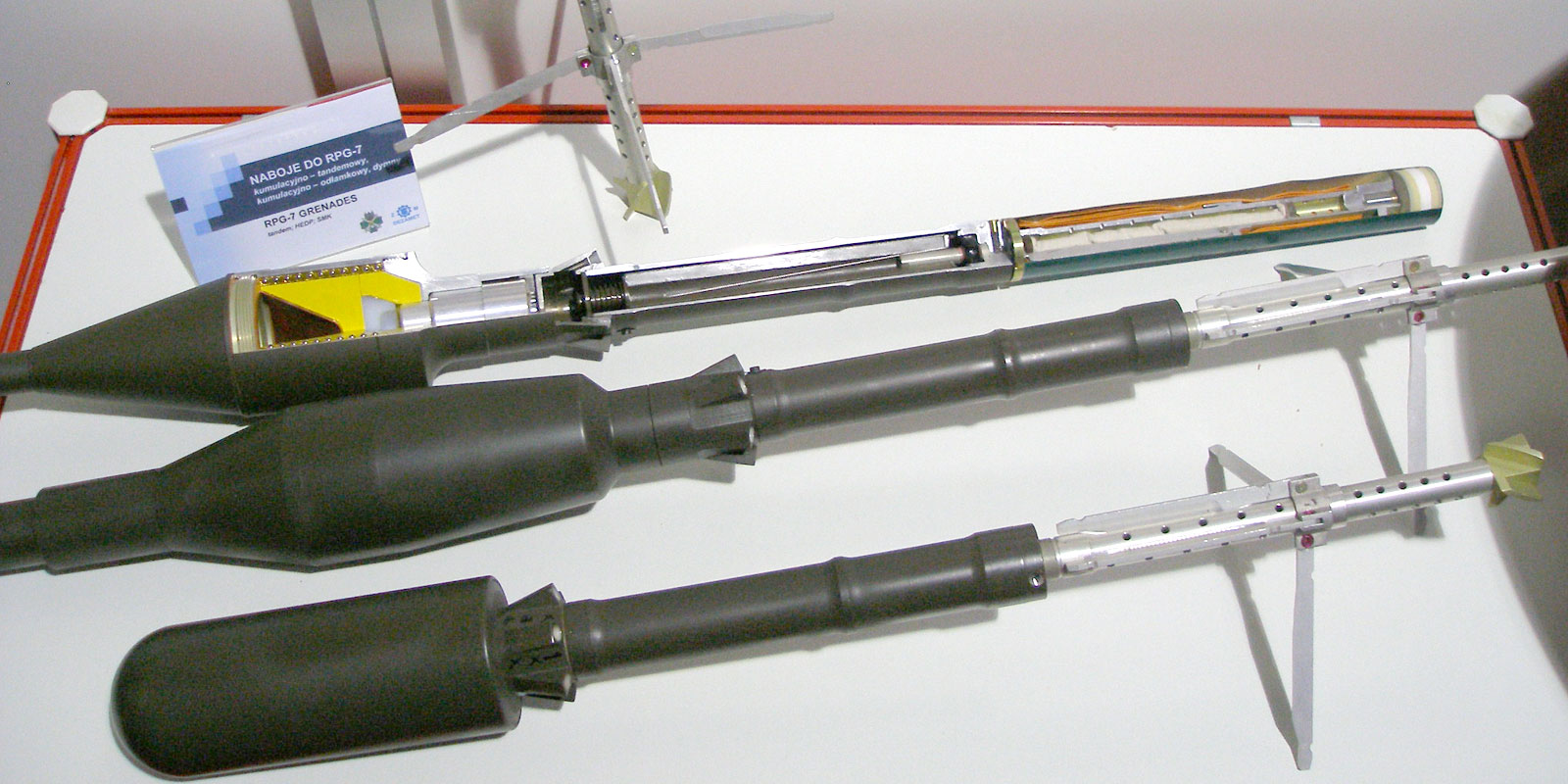
PG-7류탄

- PG-7M HEAT탄 - 이 탄두는 2가지가 있다. 기본형과 탄두 연장형이다. 탄두 지름은 85mm이며, 기본형은 260mm 관통력을 가지고, 탄두연장형은 330mm 관통력(armor piercing power)을 가진다. RPG용의 HEAT탄은 230mm 모래주머니, 457mm 강화 콘크리트, 1.5m의 흙과 통나무로 구축된 진지 외벽을 관통할 수 있다. 다만 이 HEAT탄은 구식으로 1980년대에 배치된 3세대 전차 측면도 관통할 수 없다.(3세대 전차의 표준 측면 방호력은 350mm이다.)

현재 생산되는 HEAT 신형탄두는 다음과 같다.
- PG-7VR 2중탄두 탄 - 관통력 750mm, 장갑관통력을 높이고 반응장갑도 뚫기 위해 2중 탄두(텐덤탄두)를 장착.
- PG-7VL : 관통력 500mm, 표준 HEAT탄두. 대부분의 차량과 요새화된 진지를 공격할 수 있다.
- TBG-7V : 대인 및 기사전을 위한 기화 탄두.
- OG-7V : 대인용 파쇄 탄두(국제조약의 제한 규정 내에서 사용)

## 발사 순서
RPG를 신속, 정확, 그리고 안전하게 발사할 수 있는 발사 순서이다. 게릴라나 비정규군 등 정식교육을 받지 못한 군인들은 사용법을 배우는 데 많은 시간이 걸린다.

로켓 탄을 장전하는 모습

- 부스터와 탄두를 결합한다.
- 부스터와 탄두를 결합한 후에 뒤쪽에 발사약통을 결합한다. 발사약통에는 흑색화약이 충전된다.
- 발사기의 해머를 안전위치에 놓고 안전장치도 걸어 오발을 막는다.
- 가늠자 및 가늠쇠를 세운다. 보통 PGO-7V 광학식 조준경이 사용되나, 게릴라, 비정규군 등은 기본으로 장착된 기계식 조준기를 사용한다.
- 발사약통과 부스터가 결합된 탄두를 발사기에 끼운다. 이때 발사기와 탄두의 눈금 부분을 정확하게 맞춰 끼워야 한다. 그렇지 않으면 불발된다.
- 탄두를 발사기에 끼우면, 탄두 제일 앞쪽의 안전뚜껑을 벗기고 안전핀을 뽑는다. 안전핀이 제거되면 충격에 쉽게 폭발할 수 있다.
- 안전장치를 풀고 해머를 젖힌 후 방아쇠를 당긴다.

## 단점
- 발사 후 후방 45도 각도로 30m까지 강력한 후폭풍을 분사하는데, 조심하지 않으면 사수가 위험할 수도 있다. 최소한 후방 5m 내에 아무도 없어야 하며 실내에서 사용할 경우 매우 위험하다.
- RPG 탄두의 신관은 목표에 닿으면 전기를 발생시켜 뇌관을 터뜨리는 압전식이기 때문에 철망에 걸리면 누전되어, 목표에 닿지도 못한 채 걸려 불발탄이 되는 경우가 많다. 이를 이용한 장갑이 철망형 장갑이다.
- 옆바람이 심할 경우에는 200m 이상 거리에서 탄두가 갑자기 곡선을 그리며 날아가 명중률이 급격히 떨어진다.
- 광학식 조준경이 없거나 고장난 경우에 사용하는 탄젠트형 가늠자는 정밀하지도 않은데다 풍향과 풍속, 거리까지 가늠해야 하므로 평균적인 사정 거리가 100m 이내로 줄어들게 된다.

## 같이 보기
- 로켓 추진 유탄
- 판처파우스트
- RPG-2
- RPG-18
- RPG-26
- RPG-29
- PG-7VR
- 69식 화전통
- 야신 대전차로켓포
- 칼 구스타프 무반동총
- RPG-32